# Umberto Cagni di Bu Meliana
Umberto Cagni, conte di Bu Meliana (Asti, 24 febbraio 1863 – Genova, 22 aprile 1932), è stato un nobile, ammiraglio ed esploratore italiano.
Ricoprì le cariche di senatore del Regno e commissario al Consorzio autonomo del porto di Genova.

## Biografia
Il padre  Manfredo, generale dell'esercito piemontese, lo iscrisse a 14 anni nella Scuola di marina di Napoli. Proseguì gli studi alla marina di Genova, conseguendo il grado di guardiamarina nel 1881.
Dal 1882 al 1885 fece il giro del mondo sulla nave Vettor Pisani. Nel 1895, sulla Cristoforo Colombo, partecipò ad un altro viaggio analogo.
Nominato da Umberto I aiutante del duca degli Abruzzi nel 1893, nel 1897 partì appunto con Luigi Amedeo di Savoia-Aosta, duca degli Abruzzi per l'Alaska alla conquista della vetta del monte Saint Elias, che avvenne il 2 agosto dello stesso anno.
Nel 1899 partecipò alla spedizione al Polo Nord con la Stella Polare, organizzata da Luigi Amedeo di Savoia. Riuscì tra la fine di marzo ed il 25 aprile dello stesso anno, a raggiungere la più alta latitudine mai prima toccata dall'uomo sino a quel momento: 86° 41'.
Nel 1909 si distinse particolarmente per i soccorsi portati a seguito del terremoto di Messina.

### La presa di Tripoli e la Grande Guerra

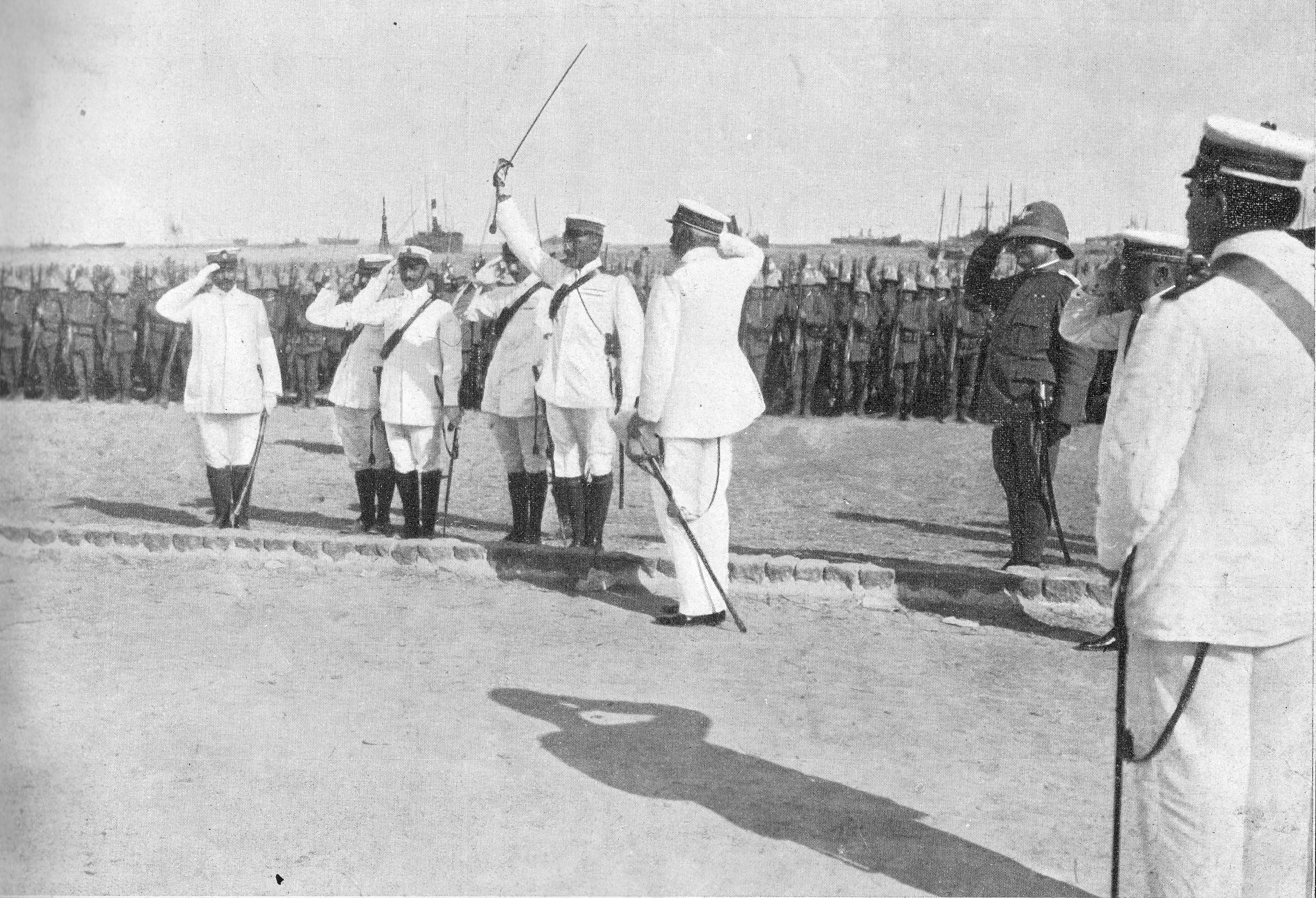
L'ammiraglio Faravelli e il capitano Umberto Cagni a Tripoli al passaggio di consegne con il Regio Esercito

Nel 1911 all'inizio della guerra italo-turca sbarcò a Tripoli, nella Tripolitania ottomana, occupando la città con poche centinaia di marinai e tenendola brillantemente fino all'arrivo del contingente del Regio Esercito. Durante la prima guerra mondiale comandò la divisione incrociatori a Brindisi e poi la base navale della Spezia.
Nominato il 4 novembre 1918 comandante delle forze navali destinate a Pola, entrò in quella che era stata la principale base austriaca il giorno seguente e impose la consegna dei forti, della base e della flotta.
Conte di Bu Meliana nel 1919, presidente del Consiglio Superiore di Marina nel novembre del 1922, l'ammiraglio lasciò il servizio militare nel 1923. Era (assieme all'Ammiraglio Millo) un rivale di Paolo Thaon di Revel, vicino al partito nazionalista e agli ambienti politici favorevoli all'espansione coloniale in Africa e ad una politica di annessioni in Adriatico, la rivalità con Thaon di Revel (che fu ministro della marina dal 1922 al 1925) agì da freno sulla sua carriera, convincendolo ad uscire dai ruoli. Fu Commissario dal 1923 al 1926 e poi Presidente fino al 1929 del consorzio del Porto di Genova. Successivamente presiedé i Cantieri Riuniti dell'Adriatico. Morì nel 1932 e fu sepolto nella città natale, Asti.

### La spedizione al Polo Nord

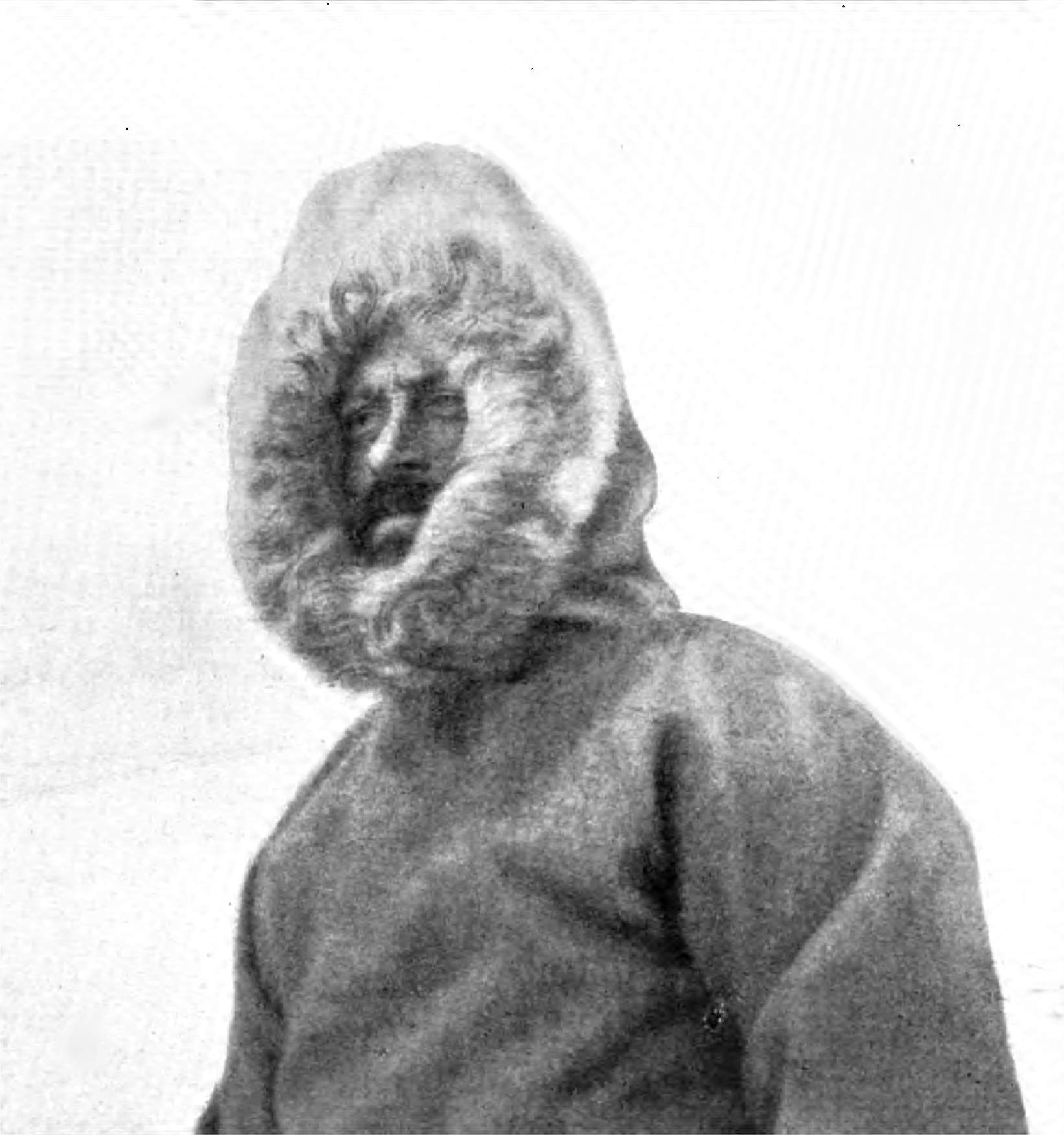
Umberto Cagni

Con Luigi Amedeo di Savoia-Aosta, il 12 giugno 1899 l'ammiraglio Umberto Cagni salpò da Christiania (oggi Oslo) sulla baleniera di legno di 350 tonnellate Jason, (ribattezzata Stella Polare) per tentare di raggiungere il Polo Nord per via “di superficie”, cioè su quel mare di ghiaccio e raggiunse la baia di Teplitz.

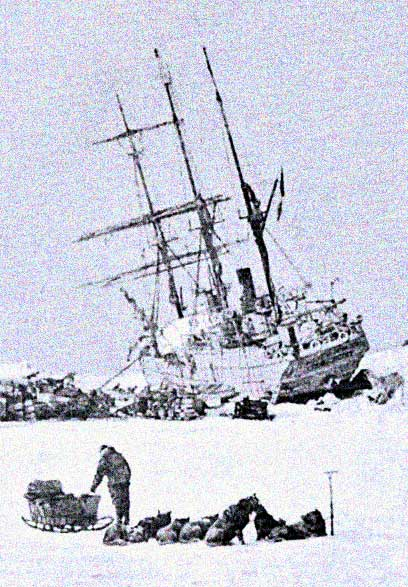
La nave Stella Polare, 1899

Erano imbarcati, oltre a Cagni e a Luigi Amedeo, dodici italiani, tra cui i componenti della pattuglia poi da lui guidata verso al polo, il tenente di vascello Francesco Querini e il medico di Marina Achille Cavalli Molinelli, (poi comandante del Corpo Sanitario della Regia Marina), otto norvegesi (che costituivano l'equipaggio), un centinaio di cani da slitta, provviste alimentari e attrezzature varie.
Per prepararsi alla spedizione vera e propria, si fermarono a Teplitz nell'inverno, ma la nave, imprigionata dai ghiacci, si squarciò su un lato e venne allestito un campo base di fortuna sulla banchisa; il Duca degli Abruzzi subì l'amputazione di due falangi a causa di congelamenti e dovette rinunciare al tentativo di raggiungere il Polo.
La spedizione iniziò in primavera, l'11 marzo 1900. I membri si divisero in tre gruppi, con slitte e cani, viveri e materiali: dei primi due gruppi, di sostegno al terzo, dopo alcuni giorni, uno solo riuscì a tornare al campo base ovvero il gruppo guidato da Pietro Achille Cavalli Molinelli, insieme a Giacomo Cardenti e Cipriano Savoie, che a causa delle difficoltà incontrate, rinunciò a raggiungere il Polo e rientrò alla base il 18 aprile dopo aver percorso 140 chilometri e aver toccato la latitudine di 83 gradi e 16 primi. L'altro gruppo di sostegno, guidato dal tenente di vascello Francesco Querini e formato da altri due uomini (Felice Ollier e il norvegese Stökken), si perse fra i ghiacci e non fece più ritorno. Il terzo gruppo, formato dal comandante Cagni, il marinaio Canepa e le guide valdostane Petigax e Fenoillet, con viveri per tre mesi, il 25 aprile, tra mille difficoltà, raggiunsero gli 86° e 34' di latitudine nord, superando il record di Fridtjof Nansen di 21', a 381 km dal Polo Nord.
Nel freddo dell'Artico, con strumenti ricognitivi rudimentali e amputazioni per congelamento, decisero però di tornare indietro: dopo dieci giorni di marcia abbandonarono quasi tutto sui lastroni di ghiaccio, alla deriva. Con una sola tenda, dodici cani e le provviste strettamente necessarie sulle slitte rimaste, i quattro uomini riuscirono finalmente a raggiungere la baia di Teplitz, era il 23 giugno 1900. Cagni e i suoi avevano percorso 1400 chilometri in 104 giorni: un'impresa storica.

### Nella letteratura
Fu riconosciuto valoroso ufficiale anche dagli scrittori del periodo:
E ferro non era
nelle inaccessibili mani:
aurighi d'alivola slitta,
tra un rauco anelare di cani,
parevano un arido volo
di foglie, che piccolo e solo
va con la bufera….»
(A Umberto Cagni, Giovanni Pascoli)
(Laudi, Canzone a Umberto Cagni, Gabriele D'Annunzio)

### Curiosità

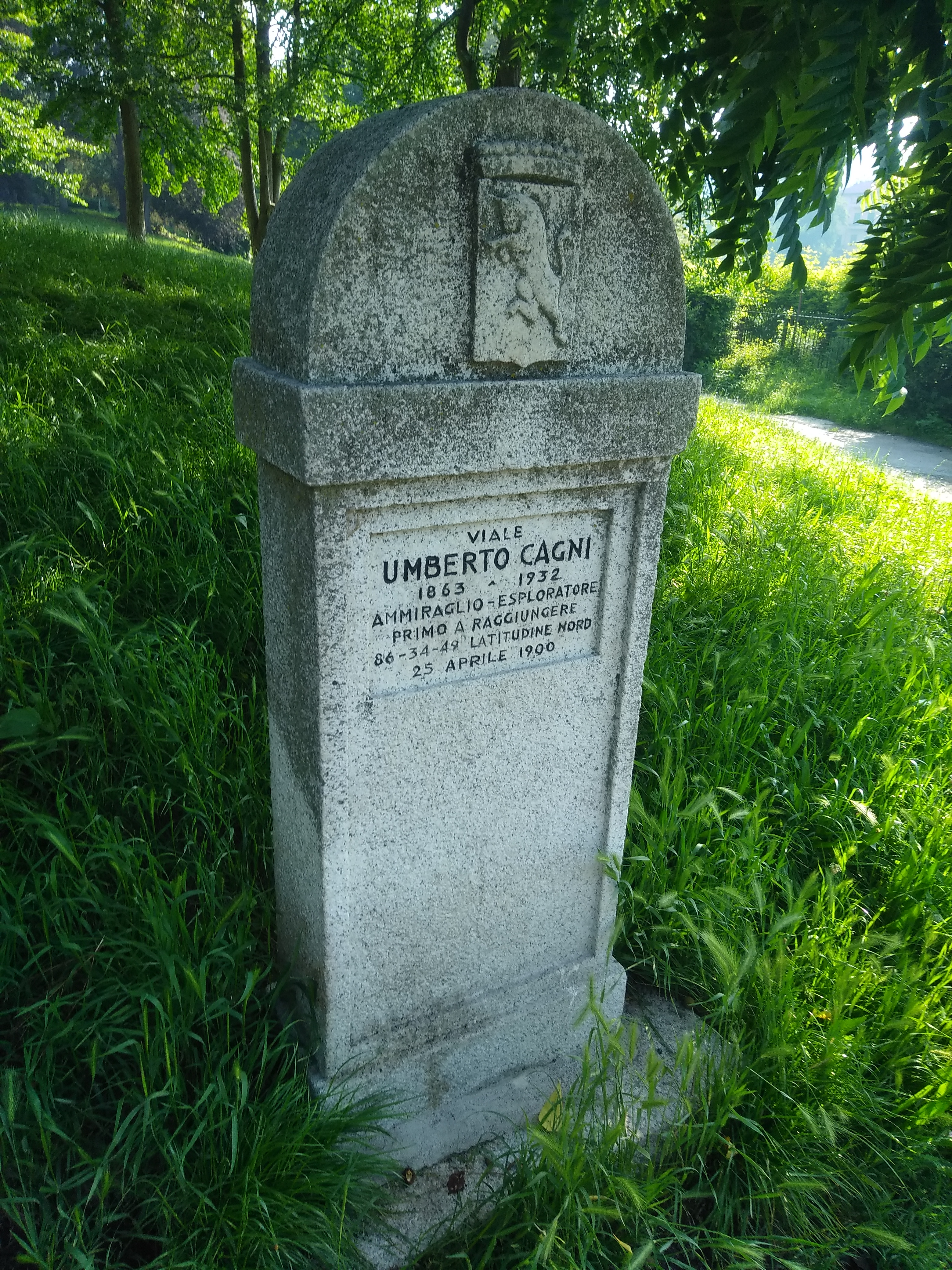
Cippo in memoria di Umberto Cagni (parco del Valentino, Torino)

- A cento anni di distanza, l'Associazione Filatelica Astigiana ha ricordato Umberto Cagni e la spedizione al Polo Nord con un annullo postale (Asti, 10 novembre 2000), in una cartolina ufficiale disegnata da Peracchio.
- Umberto Cagni diventò Presidente dei Cantieri Riuniti dell'Adriatico, incaricati di costruire la nave Conte di Savoia su richiesta dell'amico Duca degli Abruzzi, presidente della Società “Italia”.